# Nati nel 1932/Novembre
| Questa pagina contiene informazioni ricavate automaticamente dalle voci biografiche con l'ausilio del template Bio e di un bot. L'aggiornamento è periodico e automatico e ricostruisce completamente la pagina. Se manca una persona in questa lista, sei pregato di non aggiungerla, ma accertati piuttosto che la sua voce biografica contenga il template Bio e che i dati anagrafici siano correttamente compilati. Se il template Bio manca, inseriscilo tu stesso o, in alternativa, metti l'avviso {{tmp\|Bio}} che ne segnala la mancanza. Se i dati riportati sono sbagliati, correggi direttamente la voce biografica; le modifiche saranno visibili in questa lista entro pochi giorni. Per chiarimenti vedi il progetto biografie. La lista contiene solo le 174 persone che sono citate nell'enciclopedia e per le quali è stato implementato correttamente il template Bio. Pagina aggiornata al 26 giu 2025. |

- 1º novembre - Joaquín Achúcarro, pianista spagnolo
- 1º novembre - Al Arbour, allenatore di hockey su ghiaccio e hockeista su ghiaccio canadese († 2015)
- 1º novembre - Francis Arinze, cardinale e arcivescovo cattolico nigeriano
- 1º novembre - Giuseppe Fimognari, politico e medico italiano († 2024)
- 1º novembre - Alexandru Penciu, rugbista a 15, allenatore di rugby a 15 e dirigente sportivo rumeno († 2023)
- 1º novembre - Edgar Reitz, regista e sceneggiatore tedesco
- 1º novembre - Alberto Salinas, fumettista argentino († 2004)
- 2 novembre - Pál Gábor, regista ungherese († 1987)
- 2 novembre - Vanni Materassi, attore italiano († 2011)
- 2 novembre - Romano Mazzoli, politico e avvocato statunitense († 2022)
- 2 novembre - Henri Namphy, politico e generale haitiano († 2018)
- 2 novembre - Hans Neuerburg, calciatore tedesco
- 2 novembre - Melvin Schwartz, fisico statunitense († 2006)
- 2 novembre - Valero Serer, calciatore spagnolo († 2022)
- 2 novembre - Guy Sparrow, ex cestista statunitense
- 3 novembre - Guillaume Bieganski, calciatore francese († 2016)
- 3 novembre - Antonio Ciciliano, velista italiano († 2015)
- 3 novembre - Thomas J. Manton, politico statunitense († 2006)
- 3 novembre - John McNally, pugile nordirlandese († 2022)
- 3 novembre - Franco Mosino, filologo e grecista italiano († 2015)
- 3 novembre - Larry Pinto de Faria, calciatore brasiliano († 2016)
- 3 novembre - Ernest Pohl, calciatore polacco († 1995)
- 3 novembre - Albert Reynolds, politico irlandese († 2014)
- 4 novembre - Joyce Blair, attrice, ballerina e cantante britannica († 2006)
- 4 novembre - Luciano Francioli, attore italiano († 2014)
- 4 novembre - Thomas Klestil, politico austriaco († 2004)
- 4 novembre - Tommy Makem, poeta, cantautore e suonatore di banjo britannico († 2007)
- 4 novembre - Fausto Puccini, cavaliere italiano († 2016)
- 5 novembre - Ed Badger, allenatore di pallacanestro e dirigente sportivo statunitense
- 5 novembre - Adalberto Baldoni, giornalista, saggista e politico italiano
- 5 novembre - Bao Tong, politico cinese († 2022)
- 5 novembre - Bill Bonanno, criminale e scrittore statunitense († 2008)
- 5 novembre - Angelo Camis, compositore, paroliere e produttore discografico italiano
- 5 novembre - Vic Groves, calciatore inglese († 2015)
- 5 novembre - Algirdas Lauritėnas, cestista sovietico († 2001)
- 5 novembre - Ernst Oberaigner, sciatore alpino e allenatore di sci alpino austriaco († 2023)
- 5 novembre - Sadako Yamashita, nuotatrice giapponese
- 6 novembre - Nicola Capria, politico e avvocato italiano († 2009)
- 6 novembre - Dario Di Palma, direttore della fotografia italiano († 2004)
- 6 novembre - François Englert, fisico belga
- 6 novembre - Eugene H. Peterson, traduttore e teologo statunitense († 2018)
- 6 novembre - Ron Saunders, calciatore e allenatore di calcio inglese († 2019)
- 7 novembre - Alfio Fontana, calciatore italiano († 2005)
- 7 novembre - Tuanku Bainun, sovrana malese
- 7 novembre - Pietro Zanfagnini, politico e avvocato italiano († 2016)
- 8 novembre - Ben Bova, autore di fantascienza e sceneggiatore statunitense († 2020)
- 8 novembre - Stéphane Audran, attrice francese († 2018)
- 8 novembre - Andy Johnson, cestista statunitense († 2002)
- 8 novembre - Nicholas Kepros, attore statunitense († 2023)
- 8 novembre - Ugo Mifsud Bonnici, avvocato e politico maltese
- 8 novembre - Gordon Nutt, allenatore di calcio e calciatore inglese († 2014)
- 9 novembre - Gabriel Alonso, calciatore spagnolo († 1996)
- 9 novembre - Leonardo Bragaglia, attore, scrittore e regista teatrale italiano († 2020)
- 9 novembre - Ljudvig Alekseevič Čibirov, politico georgiano
- 9 novembre - Luigi Ferri, superstite dell'Olocausto italiano († 2024)
- 9 novembre - Mario Rosario Occorsio, matematico e scrittore italiano († 2024)
- 9 novembre - Serge Roy, ex calciatore francese
- 9 novembre - Georgij Schirtladze, lottatore sovietico († 2008)
- 9 novembre - Frank Selvy, cestista e allenatore di pallacanestro statunitense († 2024)
- 10 novembre - Paul Bley, pianista canadese († 2016)
- 10 novembre - Nikolaj Chlystov, hockeista su ghiaccio sovietico († 1999)
- 10 novembre - Giuseppe Di Mauro, liutaio italiano († 2001)
- 10 novembre - Andrea Galasso, avvocato e politico italiano († 2022)
- 10 novembre - Colleen Miller, attrice statunitense
- 10 novembre - Roy Scheider, attore statunitense († 2008)
- 10 novembre - Shang Fa Yang, biochimico e botanico taiwanese († 2007)
- 11 novembre - Milton Pessanha, calciatore brasiliano († 1993)
- 11 novembre - Giuseppe Francese, ammiraglio italiano († 1995)
- 11 novembre - Jorge Lavelli, regista teatrale e direttore teatrale argentino († 2023)
- 11 novembre - Germano Mosconi, giornalista e conduttore televisivo italiano († 2012)
- 11 novembre - Paul Nguyễn Thanh Hoan, vescovo cattolico vietnamita († 2014)
- 11 novembre - Fernando Perdigão, calciatore portoghese († 2007)
- 12 novembre - Nasser Givehchi, lottatore iraniano († 2017)
- 12 novembre - Vitol'd Kreer, triplista sovietico († 2020)
- 12 novembre - Carmen Munroe, attrice britannica
- 12 novembre - Weldy Olson, hockeista su ghiaccio statunitense († 2023)
- 12 novembre - Anthony Michael Pilla, vescovo cattolico statunitense († 2021)
- 12 novembre - Kjell Saga, calciatore norvegese († 2022)
- 12 novembre - Ajan Gasanovna Šachmalieva, regista sovietica († 1999)
- 13 novembre - Olga Fikotová, discobola e cestista cecoslovacca († 2024)
- 13 novembre - Cordell Hickman, attore statunitense († 1996)
- 13 novembre - Richard Mulligan, attore statunitense († 2000)
- 13 novembre - J. A. Preston, attore statunitense
- 13 novembre - Claudio Rimbaldo, calciatore italiano († 2022)
- 13 novembre - Jean-Pierre Voisin, cestista svizzero († 2014)
- 14 novembre - Piero Biagini, ex calciatore italiano
- 14 novembre - Tulio Manuel Chirivella Varela, arcivescovo cattolico venezuelano († 2021)
- 14 novembre - Annie Fratellini, circense, attrice e musicista francese († 1997)
- 14 novembre - Takashi Itoyama, cestista giapponese († 1983)
- 14 novembre - Lanfranco Radi, artista e architetto italiano († 2006)
- 14 novembre - Gunter Sachs, fotografo, imprenditore e astrologo tedesco († 2011)
- 14 novembre - Jack Smith, regista, fotografo e artista statunitense († 1989)
- 15 novembre - Petula Clark, cantante, attrice e compositrice britannica
- 15 novembre - Clyde McPhatter, cantante statunitense († 1972)
- 15 novembre - Alvin Plantinga, filosofo, teologo e educatore statunitense
- 15 novembre - Luke Rhinehart, scrittore statunitense († 2020)
- 15 novembre - Chea Sim, politico cambogiano († 2015)
- 15 novembre - Jerry Unser, pilota automobilistico statunitense († 1959)
- 16 novembre - Sergio Castellaneta, politico italiano († 2018)
- 16 novembre - Jiří Havlis, canottiere cecoslovacco († 2010)
- 16 novembre - Fernando Sáenz Lacalle, arcivescovo cattolico e missionario spagnolo († 2022)
- 17 novembre - Adam Dyczkowski, vescovo cattolico polacco († 2021)
- 17 novembre - Primo Gregori, politico italiano († 1979)
- 17 novembre - Winifred Griffin, nuotatrice neozelandese († 2018)
- 17 novembre - Hiroshi Sekita, stuntman e attore giapponese
- 18 novembre - Barrie Betts, calciatore inglese († 2018)
- 18 novembre - René Bliard, calciatore francese († 2009)
- 18 novembre - Nasif Estéfano, pilota automobilistico argentino († 1973)
- 18 novembre - Carlo Tagnin, calciatore e allenatore di calcio italiano († 2000)
- 19 novembre - Stelio Belletti, artigiano e imprenditore italiano
- 19 novembre - Elio Ferrazzi, calciatore italiano († 1978)
- 19 novembre - Enzo Foglianese, giornalista italiano
- 19 novembre - Eleanor Francis Helin, astronoma statunitense († 2009)
- 19 novembre - Arrigo Lampugnani Nigri, editore italiano
- 20 novembre - John Andru, schermidore canadese († 2003)
- 20 novembre - Richard Dawson, attore e conduttore televisivo britannico († 2012)
- 20 novembre - Don Durant, attore statunitense († 2005)
- 20 novembre - Sándor Mátrai, calciatore ungherese († 2002)
- 20 novembre - Gaetano Morazzoni, politico, avvocato e dirigente sportivo italiano († 2025)
- 20 novembre - Ismenia Pauchard, cestista cilena († 2004)
- 20 novembre - Ali Safa-Sonboli, sollevatore iraniano († 2002)
- 20 novembre - Alfredo Serrai, bibliografo italiano
- 20 novembre - Kinnosuke Yorozuya, attore giapponese († 1997)
- 20 novembre - Colville Young, politico beliziano
- 21 novembre - Beryl Bainbridge, scrittrice britannica († 2010)
- 21 novembre - Roberto Bencivenga, giornalista, conduttore televisivo e dirigente d'azienda italiano
- 21 novembre - Ottorino Bettarello, rugbista a 15 italiano († 1991)
- 21 novembre - Enrico Lancia, critico cinematografico e storico del cinema italiano
- 21 novembre - Claude Moliterni, fumettista, scrittore e sceneggiatore francese († 2009)
- 21 novembre - Carlo Rovini, scrittore, poeta e pubblicista italiano († 1988)
- 21 novembre - Viktor Živolub, regista sovietico
- 22 novembre - Carlo De Simone, linguista italiano († 2023)
- 22 novembre - Günter Sawitzki, calciatore tedesco († 2020)
- 22 novembre - Robert Vaughn, attore statunitense († 2016)
- 23 novembre - Solange Berry, cantante belga († 2018)
- 23 novembre - Michel David Weill, banchiere francese († 2022)
- 23 novembre - Leon Gregory, ex velocista australiano
- 23 novembre - Renato Raffaele Martino, cardinale e arcivescovo cattolico italiano († 2024)
- 23 novembre - Kunie Tanaka, attore giapponese († 2021)
- 23 novembre - Bruno Visintin, pugile italiano († 2015)
- 24 novembre - Johnny Horan, cestista statunitense († 1980)
- 24 novembre - Katalin Juhász-Nagy, ex schermitrice ungherese
- 24 novembre - Claudio Naranjo, psichiatra, psicoterapeuta e antropologo cileno († 2019)
- 24 novembre - Giovanni Prouse, matematico italiano († 2008)
- 24 novembre - Hans Rubner, politico italiano († 2009)
- 25 novembre - Jacques Faivre, calciatore francese († 2020)
- 25 novembre - Maude Karlén, ex ginnasta svedese
- 25 novembre - Alighiero Noschese, imitatore, attore e comico italiano († 1979)
- 25 novembre - Sergio Pastore, regista, sceneggiatore e giornalista italiano († 1987)
- 27 novembre - Benigno Aquino Jr., politico, attivista e giornalista filippino († 1983)
- 27 novembre - Pietro Bucci, chimico italiano († 1994)
- 27 novembre - Salvatore Fausto Fagone, politico italiano († 2014)
- 27 novembre - Marco Virgilio Ferrari, vescovo cattolico italiano († 2020)
- 27 novembre - Franca Gandolfi, attrice, soubrette e cantante italiana
- 27 novembre - Pino Lancetti, stilista italiano († 2007)
- 27 novembre - Anatolij Samocvetov, martellista sovietico († 2014)
- 27 novembre - Ken Schinkel, dirigente sportivo, allenatore di hockey su ghiaccio e hockeista su ghiaccio canadese († 2020)
- 28 novembre - Gato Barbieri, sassofonista e compositore argentino († 2016)
- 28 novembre - George Dancis, cestista lettone († 2021)
- 28 novembre - Cesare Gelli, attore italiano († 2016)
- 28 novembre - Fatmir Meka, cestista albanese († 1984)
- 28 novembre - Alberto Samonà, architetto e urbanista italiano († 1993)
- 29 novembre - Jacques Chirac, politico e funzionario francese († 2019)
- 29 novembre - Franco Gozzi, dirigente sportivo italiano († 2013)
- 29 novembre - Tonnie van der Linden, calciatore olandese († 2017)
- 29 novembre - Pierre Toubert, medievista francese († 2025)
- 30 novembre - Vasilij Pavlovič Aksënov, scrittore russo († 2009)
- 30 novembre - Pál Berendi, calciatore ungherese († 2019)
- 30 novembre - Alex Blignaut, pilota automobilistico sudafricano († 2001)
- 30 novembre - Fernando Mario Chávez Ruvalcaba, vescovo cattolico, filosofo e teologo messicano († 2021)
- 30 novembre - Jos Hoevenaers, ciclista su strada belga († 1995)
- 30 novembre - Gérard Lauzier, fumettista, regista e sceneggiatore francese († 2008)
- 30 novembre - Macon McCalman, attore statunitense († 2005)
- 30 novembre - George McLeod, calciatore scozzese († 2016)